# The Flash (revista em quadrinhos)
The Flash é uma série regular de histórias em quadrinhos americana do super-herói da DC Comics de mesmo nome. A primeira versão do personagem, Jay Garrick, apareceu pela primeira vez em Flash Comics #1. A Era de Prata apresentou a segunda versão do Flash, Barry Allen, que depois de diversas aparições em Showcase, recebeu seu próprio título, The Flash, cuja primeira edição foi a de número #105 (número onde Flash Comics havia parado).
Embora Flash seja uma peça fundamental da DC Comics, a série foi cancelada e reiniciada oito vezes. A primeira série com Barry Allen foi cancelada na edição #350 em ocasião da morte do personagem durante a saga Crisis on Infinite Earths ("Crise nas Infinitas Terras"). Quando Wally West sucedeu Barry Allen como o Flash, começou uma nova série com uma nova numeração em junho de 1987. Essa série foi cancelada brevemente em 2006 após a saga Infinite Crisis ("Crise Infinita"), mas foi reiniciada com a numeração original em 2007, e acabou sendo cancelada novamente em 2008 com o retorno de Barry Allen em Final Crisis ("Crise Final") e The Flash: Rebirth ("Flash: Renascimento"). A série foi relançada em um terceiro volume escrito por Geoff Johns e desenhada por Francis Manapul após a conclusão da saga Blackest Night ("A Noite Mais Densa") em 2010. Um quarto volume da série foi lançado em 2011 como parte dos Novos 52. Um quinto volume foi lançado em 2016, como parte da iniciativa "Renascimento".

## Publicação nos Estados Unidos

### Volume 1 (1959–1985)
Volume 1 contou com Barry Allen como o Flash e a série continuou a numeração original da Flash Comics com a edição #105 (Março de 1959) escrito por John Broome e desenhado por Carmine Infantino. A colaboração de Broome e Infantino trouxe a introdução de vários super vilões, muito dos quais, se tornaram parte Galeria de Vilões ("Rogues"). O Mestre dos Espelhos ("Mirror Master") apareceu pela primeira vez na edição #105 e a edição seguinte trouxe a estreia do Gorila Grodd ("Gorilla Grodd") e o Flautista ("Pied Piper"). O Capitão Bumerangue ("Captain Boomerang") teve seu primeiro desafio com o Flash na edição #117 (Dezembro de 1960) e o vilão do século 64, Abra Kadabra foi introduzido na edição #128 (Maio de 1962). Outro vilão do futuro, Professor Zoom apareceu pela primeira vez na edição #139 (Setembro de 1963).
Kid Flash e o Homem Elástico ("Elongated Man") foram inseridos, respectivamente, nas edições #110 e 112 como aliados do Flash. Uma das edições mais notáveis dessa época foi a edição #123 (Setembro de 1961), que trouxe a história "Flash of Two Worlds" ("Flash de Dois Mundos"). Nela, Allen conhece seu herói e inspiração, Jay Garrick, depois de ter sido transportado acidentalmente para um universo paralelo onde Garrick existe. Antes disso, ele e outros personagens da Era de Ouro existiam somente como heróis de quadrinhos do universo principal compartilhado. Trazia assim, um novo conceito no estágio de formação do que viria a ser o Universo DC e foi responsável pelo surgimento do conceito "multiverso".
Barry Allen casou-se com Iris West na edição #165 (Novembro de 1966). A última edição com desenhos de Infantino foi a #174 (Novembro de 1967) e na edição seguinte tivemos Ross Andru como novo desenhista da série.
Pouco antes da morte de Barry Allen em Crisis on Infinite Earths ("Crise nas Infinitas Terras"), a série foi cancelada na edição #350 (Outubro de 1985). Na edição final de Crisis on Infinite Earths ("Crise nas Infinitas Terras"), Wally West, anteriormente conhecido como Kid Flash, ajudante de Allen, declarou sua intenção de assumir o manto do seu tio como o Flash.

### Volume 2 (1987–2006, 2007–2008)
Com Wally West como protagonista, o Flash estava operando principalmente fora de Keystone City. A segunda série foi lançada pelo escritor Mike Baron e o artista Jackson Guice em Junho de 1987. Mostrando histórias mais longas e criadas por roteiristas notáveis como Mark Waid e Geoff Johns, o segundo volume originalmente foi em uma direção diferente da série protagonizada por Barry Allen, tornando Wally West mais "falho". Este Flash não conseguia manter constantemente a sua super velocidade por causa de seu hiper metabolismo, e consumia grandes quantidades de alimentos a fim de continuar operando em alta velocidade. Esta limitação metabólica viria a ser visto no personagem Barry Allen na série de televisão The Flash (1990) transmitida em 1990–91, assim como na série The Flash (2014) que estreou em 2014, embora em menor grau.
Quando Mark Waid começou sua série no início dos anos 90, ele retomou vários aspectos tradicionais do Flash da era de Barry Allen reformando a Galeria de Vilões, alguns dos quais eram novas versões dos personagens antigos e inserindo novos aspectos de ficção científica/fantasia que foram esquecidos nos títulos do Flash desde a partida de Allen. Waid fez um Wally West muito mais poderoso na tentativa de tirá-lo das sombras de Barry Allen e Jay Garrick. Waid e o artista Mike Wieringo introduziram o Impulso na edição #92 (Julho de 1994). Wally West casou com Linda Park na edição #142 (Outubro de 1998).
Quando o escritor Geoff Johns entrou nos roteiros na edição #164 (Setembro de 2000), ele focou novamente o personagem em alguns aspectos da Era de Parta. Johns criou o Zoom, o terceiro dos Flashes-Reversos, e trouxe aspectos ímpares pra Keystone City na tentativa de torná-la única em comparação a outras cidades fictícias da DC como Metrópolis ou Gotham City.
Na sequência do evento "One Year Later" ("Um Ano Depois") e do desaparecimento de Wally West em Infinite Crisis ("Crise Infinita") , a DC cancelou The Flash vol. 2 na edição #230 (Março de 2006) em favor da nova série protagonizada por Bart Allen como o Flash. A nova série, intitulada The Flash: The Fastest Man Alive (""), teve apenas 13 edições e terminou com a morte de Bart. Mark Waid retornou ao título por um breve período em 2007, retomando a série na edição #231 para trazer o retorno de Wally West, mas a série foi cancelada novamente na edição #247 no final de 2008 com o retorno de Barry Allen nos eventos de Final Crisis ("Crise Final"). Fora dos acontecimentos de Final Crisis, o escritor Geoff Johns e o artista Ethan Van Sciver criaram The Flash: Rebirth ("Flash: Renascimento"), uma minissérie de 6 edições onde Barry Allen exerce papel de liderança no Universo DC como Flash principal. Barry Allen também é personagem essencial no crossover Blackest Night ("A Noite Mais Densa"), e teve uma série limitada hômonima ligada ao evento principal.

### Volume 3 (2010–2011)
Em 2010, a DC Comics anunciou que após a conclusão de The Flash: Rebirth e Blackest Night, Geoff Johns retornaria a escrever uma nova série regular do Flash com o artista Francis Manapul. Em Janeiro de 2010, a DC Comics anunciou que o arco de abertura da nova série seria lançado com a designação do Brightest Day ("O Dia Mais Claro"), uma história sucessiva para o crossover "Blackest Night" ("A Noite Mais Densa"). Em Abril de 2010, a DC lançou o especial The Flash: Secret Files and Origens 2010, preparando o status quo da nova série. Um semana depois foi lançado The Flash vol. 3 #1. Em 1 de Junho de 2011, foi anunciado que todas as séries dentro do Universo DC compartilhado seriam canceladas ou relançadas com novas edições #1, depois que a nova continuidade foi criada na sequência do Flashpoint ("Ponto de Ignição"). The Flash não foi uma exceção, e a primeira edição da nova série foi lançada em Setembro de 2011.

### Volume 4 (2011–2016)
A DC Comics relançou The Flash com a edição #1 em Setembro de 2011, com roteiro e arte executadas por Francis Manapul e Brian Buccellato como parte do relançamento dos títulos da editora DC, Os Novos 52.[carece de fontes?] Como visto em todos os títulos associados ao relançamento da DC, Barry Allen parece ter cerca de cinco anos mais novo do que a versão anterior do personagem. Nessa nova continuidade, o casamento de Barry com Iris West nunca aconteceu, e ele está em um relacionamento com a colega de trabalho, Patty Spivot.
Os escritores Robert Venditti e Van Jensen e o artista Brett Booth assumiram como a nova equipe criativa de The Flash a partir da edição #30 (Junho de 2014).

### Volume 5 (2016–presente)
Como parte do relançamento Renascimento, The Flash foi reiniciado com uma nova série. DC Universe: Rebirth Special trouxe o personagem Wally West como O Flash para a continuidade principal depois que esse foi substituído após a série limitada Flashpoint. Nos Novos 52, Wally continuou como sobrinho de  Iris West, mas era um adolescente afro-americano sem acesso à Força de Aceleração. O Wally original foi mostrado como preso a Força de Aceleração até encontrar finalmente Barry, que lembrou-se dele. A nova série do escritor Joshua Williamson e do artista Carmine Di Giandomenico se concentra em Barry tratando de desvendar a causa dessa perda de 10 anos com Wally. Enquanto isso, Wally faz o mesmo nas edições dos Titans ("Titãs"). Ambos, Wally e Barry são chamados de Flash.

## Publicação no Brasil

### EUA: Volume 1 (1959–1985) — BRASIL: (1969–1981, 1984, 1995, 2008, 2010 e 2016)
As edições originais do Volume 1 da série foram publicados no Brasil de forma incompleta e sem a sequência exata das edições originais pelas seguintes editoras: EBAL, Abril, Nova Sampa, Panini e Eaglemoss.[carece de fontes?]

### EUA: Volume 2 (1987–2006, 2007–2008) — BRASIL: (1988–2010)
Mesmo sem ter uma série própria no Brasil, as edições do Volume 2 da série original saíram de forma incompleta no Brasil pelas editoras Abril e Panini entre 1998 e 2010. Abaixo segue a relação das revistas que publicaram The Flash vol. 2 em solo brasileiro:[carece de fontes?]
- Editora Abril: Os Novos Titãs, Super Powers, Super-Homem 2ª Série, Superboy 2ª Série, Shazam!, Os Melhores do Mundo, Super-Homem: O Homem de Aço, Superman 1ª Série, Flash Especial - Futuro Relâmpago!  e Defensores.
- Editora Panini: Liga da Justiça 2ª Série e Coleção DC 70 Anos.

### EUA: Volume 3 (2010–2011) — BRASIL: (2011–2012)
Como detentora dos direitos de publicação do Flash no Brasil desde 2002, a editora Panini lançou as edições originais do Volume 3 de The Flash de forma integral entre 2011 e 2012.[carece de fontes?]
| EUA: DC COMICS     | EUA: DC COMICS                            |                    | BRASIL: PANINI COMICS             | BRASIL: PANINI COMICS                                         | BRASIL: PANINI COMICS |
| DATA DE PUBLICAÇÃO | TÍTULO                                    | DATA DE PUBLICAÇÃO | TÍTULO                            | HISTÓRIAS ORIGINAIS                                           |                       |
| ------------------ | ----------------------------------------- | ------------------ | --------------------------------- | ------------------------------------------------------------- | --------------------- |
| Junho de 2010      | The Flash vol. 3 #1                       | Abril de 2011      | Liga da Justiça – 1ª Série n° 101 | The Flash vol. 3 #1                                           |                       |
| Julho de 2010      | The Flash vol. 3 #2                       | Maio de 2011       | Liga da Justiça – 1ª Série n° 102 | The Flash vol. 3 #2 The Flash vol. 3 #3 I                     |                       |
| Agosto de 2010     | The Flash vol. 3 #3                       | Junho de 2011      | Liga da Justiça – 1ª Série n° 103 | The Flash vol. 3 #3 II The Flash vol. 3 #4                    |                       |
| Setembro de 2010   | The Flash vol. 3 #4                       | Julho de 2011      | Liga da Justiça – 1ª Série n° 104 | The Flash vol. 3 #5                                           |                       |
| Outubro de 2010    | The Flash vol. 3 #5                       | Agosto de 2011     | Liga da Justiça – 1ª Série n° 105 | The Flash vol. 3 #6                                           |                       |
| Janeiro de 2011    | The Flash vol. 3 #6 The Flash vol. 3 #7   | Setembro de 2011   | Liga da Justiça – 1ª Série n° 106 | The Flash vol. 3 #7                                           |                       |
| Fevereiro de 2011  | The Flash vol. 3 #8                       | Outubro de 2011    | Liga da Justiça – 1ª Série n° 107 | The Flash vol. 3 #8                                           |                       |
| Abril de 2011      | The Flash vol. 3 #9                       | Janeiro de 2012    | Ponto de Ignição nº 1             | The Flash vol. 3 #9 The Flash vol. 3 #10 The Flash vol. 3 #11 |                       |
| Junho de 2011      | The Flash vol. 3 #10 The Flash vol. 3 #11 | Fevereiro de 2012  | Ponto de Ignição nº 2             | The Flash vol. 3 #12                                          |                       |
| Julho de 2011      | The Flash vol. 3 #12                      |                    |                                   |                                                               |                       |

### EUA: Volume 4 (2011–2016) — BRASIL: (2012–2017) — OS NOVOS 52!
As publicações do 4º Volume da série The Flash ficaram a cargo da Panini Comics, que lançou todas as edições da série original.[carece de fontes?]
| DATA DE PUBLICAÇÃO              | TÍTULOS                      | HISTÓRIAS ORIGINAIS        |
| ------------------------------- | ---------------------------- | -------------------------- |
| Junho de 2012 a Junho de 2013   | Flash 1–12, 0                | The Flash vol. 4 #1–12, #0 |
| Julho de 2013 a Janeiro de 2017 | Universo DC – 1ª Série 13–49 | The Flash vol. 3 #13–52    |

Encadernados da Panini
- Flash Vol. 1: Seguindo em Frente coletados The Flash vol. 4 #1–8, 196 páginas, Junho de 2015, ISBN 978-8583680963[29]
- Flash Vol. 2: A Revolução dos Vilões coletados The Flash vol. 4 #9–12, #0, e The Flash Annual #1, 164 páginas, Novembro de 2016, ISBN 978-8583681908[30]
- Flash Vol. 3: A Guerra dos Gorilas coletados The Flash vol. 4 #13–19, 160 páginas, Fevereiro de 2017, ISBN 978-8583681984[31]

### Volume 5 (2016–presente)
A Panini está publicando a iniciativa Renascimento, e começou os lançamentos da terceira série (volume 5 do gibi americano) de The Flash através de encadernados especiais — formato americano, capa cartão, miolo em papel LWC e lombada quadrada — a partir de julho de 2017 conforme foi publicado no seu blog oficial em 26 de junho de 2017.
- Flash Vol. 1 reunindo The Flash: Rebirth #1 e The Flash 1–5, 140 páginas, julho de 2017.[33]
- Flash Vol. 2 reunindo The Flash 6–12, 164 páginas, outubro de 2017.[34]
- Flash Vol. 3 reunindo The Flash 13–20, 188 páginas, fevereiro de 2018.[35]

## Edição de colecionador

### Publicados nos Estados Unidos

#### The Flashvol. 1
- The Flash Archives:
  - Volume 1 coletados Showcase #4, #8, #13–14 e The Flash #105–108 ISBN 978-1-56389-139-7[36]
  - Volume 2 coletados The Flash #109–116 ISBN 978-1-56389-606-4[37]
  - Volume 3 coletados The Flash #117–124 ISBN 978-1-56389-799-3[38]
  - Volume 4 coletados The Flash #125–132 ISBN 978-1-4012-0771-7[39]
  - Volume 5 coletados The Flash #133–141 ISBN 1-4012-2151-3[40]
  - Volume 6 coletados The Flash #142–150 ISBN 978-1-4012-3514-7[41]
- The Flash Chronicles
  - Volume 1 coletados Showcase #4, 8, 13–14 e The Flash #105–106 ISBN 978-1-4012-2471-4[42]
  - Volume 2 coletados The Flash #107–112 ISBN 978-1-4012-2884-2[43]
  - Volume 3 coletados The Flash #113–118 ISBN 978-1-4012-3490-4[44]
  - Volume 4 coletados The Flash #119–124 ISBN 978-1-4012-3831-5[45]
- The Flash Omnibus
  - Volume One coletados Showcase #4, 8, 13–14 e The Flash #105–132 ISBN 978-14012-5149-9[46]
  - Volume Two coletados The Flash #133–161, Dezembro de 2016, ISBN 978-1401265380
- Showcase Presents: The Flash:
  - Volume 1 coletados Showcase #4, 8, 13, 14 e The Flash #105–119 ISBN 1-4012-1327-8[47]
  - Volume 2 coletados The Flash #120–140 ISBN 1-4012-1805-9[48]
  - Volume 3 coletados The Flash #141–161 ISBN 978-1-4012-2297-0[49]
  - Volume 4 coletados The Flash #162–184 ISBN 1-4012-3679-0[50]
  - The Trial of the Flash coletados The Flash #323–327, 329–336, 340–350 ISBN 1-4012-3182-9[51]

#### The Flashvol. 2
- The Flash: Born to Run coletados The Flash vol. 2 #62–65, Annual #8, 80–Page Giant #1, Speed Force #1, 128 páginas, Junho de 1999, ISBN 978-1563895043[52]
- The Flash: The Return of Barry Allen coletados The Flash vol. 2 #72–78, 178 páginas, Julho de 1996, ISBN 978-1563892684
- The Flash: Terminal Velocity coletados The Flash vol. 2 #0, 95–100, 186 páginas, Setembro de 1995, ISBN 978-1563892493
- "The Flash: Dead Heat" coletados "The Flash" vol. 2 #108–111 & Impulse #10,11, 144 páginas, Agosto de 2000, ISBN 978-1563896231
- The Flash: Race Against Time coletados The Flash vol. 2 #112–118, 168 páginas, Julho de 2001, ISBN 978-1563897214
- The Flash: Emergency Stop coletados The Flash vol. 2 #130–135, 144 páginas, Janeiro de 2009, ISBN 978-1401221775[53]
- The Flash: The Human Race coletados The Flash vol. 2 #136–141 e Secret Origins vol. 2 #50, Junho de 2009, ISBN 978-1401222390[54]
- The Flash: Wonderland coletados The Flash vol. 2 #164–169, 144 páginas, Outubro de 2007, ISBN 978-1401214890[55]
- The Flash: Blood Will Run coletados The Flash vol. 2 #170–176, The Flash: Iron Heights, The Flash Secret Files #3, 240 páginas, Fevereiro de 2008, ISBN 978-1401216474[56]
- The Flash: Rogues coletados The Flash vol. 2 #177–182, 144 páginas, Fevereiro de 2003, ISBN 978-1563899508[57]
- The Flash: Crossfire coletados The Flash vol. 2 #183–191, 224 páginas, Março de 2004, ISBN 978-1401201951
- The Flash: Blitz coletados The Flash vol. 2 #192–200, 224 páginas, Agosto de 2004, ISBN 978-1401203351
- The Flash: Ignition coletados The Flash vol. 2 #201–206, 144 páginas, Março de 2005, ISBN 978-1401204631
- The Flash, Vol. 6: The Secret of Barry Allen coletados The Flash vol. 2 #207–211, #213–217, 240 páginas, Agosto de 2005, ISBN 978-1401207236

- The Flash, Vol. 7: Rogue War coletados The Flash vol. 2 #212, #218, #220–225, 208 páginas, Janeiro de 2006, ISBN 978-1401209247
- The Flash: The Wild Wests coletados The Flash vol. 2 #231–237, 160 páginas, Agosto de 2008, ISBN 978-1401218287
- The Flash Vol. 2 Re-release:
  - The Flash by Mark Waid Book One coletados The Flash vol. 2 #62–68, Annual #4–5, Flash Special #1, 368 páginas, Dezembro de 2016, ISBN 978-1401267353
  - The Flash by Grant Morrison & Mark Millar coletados The Flash vol. 2 #130–141, Green Lantern Vol. 3 #96, Green Arrow Vol. 2 #130 334 páginas, Abril de 2016, ISBN 978-1-4012-6102-3
  - The Flash By Geoff Johns Book One coletados The Flash vol. 2 #164–176, The Flash: Iron Heights #1, 368 páginas, Dezembro de 2015, ISBN 978-1401258733
  - The Flash By Geoff Johns Book Two coletados The Flash vol. 2 #177–188, The Flash: Our Worlds at War #1, The Flash Secret Files #3, e DC First: FLash/Superman #1, 408 páginas, Maio de 2016, ISBN 978-1401261016
  - The Flash By Geoff Johns Book Three coletados The Flash vol. 2 #189–200, 350 páginas, Novembro de 2016, ISBN 978-1401264987
- The Flash Omnibus de Geoff Johns:
  - Volume 1 coletados The Flash vol. 2 #164–176, The Flash: Our Worlds at War #1, The Flash: Iron Heights, The Flash Secret Files #3, 448 páginas, Maio de 2011, ISBN 978-1401230685[58]
  - Volume 2 coletados The Flash vol. 2 #177–200, DC First: Flash/Superman #1, 648 páginas, Abril de 2012, ISBN 978-1401233914[59]
  - Volume 3 coletados The Flash vol. 2 #201–225, Wonder Woman #214, 656 páginas, Setembro de 2012, ISBN 978-1401237172[60]
- The Flash: Lightning in a Bottle Vol. 1 coletados minissérie The Flash: The Fastest Man Alive #1–6, 144 páginas, 21 de Março de 2007, ISBN 978-1-4012-1229-2
- The Flash: Full Throttle Vol. 2 coletados minissérie The Flash: The Fastest Man Alive #1–7, All–Flash vol. 2 #1, DCU Infinite Holiday Special #1, 208 páginas, 5 de Dezembro de 2007, ISBN 978-1-4012-1567-5

#### The Flashvol. 3
- The Flash: Rebirth coletados da série limitada, 168 páginas, Maio de 2010, ISBN 978-1401225681[61]
- The Flash, Vol. 1: The Dastardly Death of the Rogues coletados The Flash vol. 3 #1–7, The Flash Secret Files 2010, 228 páginas, Fevereiro de 2011, ISBN 978-1401229702[62]
- The Flash, Vol. 2: The Road to Flashpoint coletados The Flash vol. 3 #8–12, 128 páginas, Novembro de 2011, ISBN 978-1401232795[63]

#### The Flashvol. 4 (Os Novos 52)
- The Flash Vol. 1: Move Forward coletados The Flash vol. 4 #1–8, 192 páginas, Novembro de 2012, ISBN 978-1401235536[29]
- The Flash Vol. 2: Rogues Revolution coletados The Flash vol. 4 #9–12, #0, e The Flash Annual #1, 176 páginas, Agosto de 2013, ISBN 978-1401240318[30]
- The Flash Vol. 3: Gorilla Warfare coletados The Flash vol. 4 #13–19, 176 páginas, Fevereiro de 2014, ISBN 978-1401242749[31]
- The Flash Vol. 4: Reverse coletados The Flash vol. 4 #20–25 e #23.2: Reverse-Flash #1, 176 páginas, Agosto de 2014, ISBN 978-1401247133[64]
- The Flash Vol. 5: History Lessons coletados The Flash vol. 4 #26–29 e The Flash Annual #2, 144 páginas, Fevereiro de 2015, ISBN 978-1401249502[65]
- The Flash Vol. 6: Out of Time coletados The Flash vol. 4 #30–35, The Flash Annual #3 e The Flash: Futures End #1, 208 páginas, Junho de 2015, ISBN 978-1401254278[66]
- The Flash Vol. 7: Savage World coletados The Flash vol. 4 #36–40 e Secret Origins vol. 3 #7, 144 páginas, Janeiro de 2016, ISBN 978-1401258757[67]
- The Flash Vol. 8: Zoom coletados The Flash vol. 4 #41–47 e Convergence: Detective Comics' '#2, 224 páginas, Agosto de 2016, ISBN 978-1401263669[68]
- The Flash Vol. 9: Full Stop coletados The Flash vol. 4 #48–52, 224 páginas, Novembro de 2016, ISBN 978-1401269258[69]

#### The Flashvol. 5 (Renascimento ["Rebirth", no original)
- The Flash Vol. 1: Lightning Strikes Twice coletando The Flash vol. 5 #1–8 e The Flash: Rebirth #1, 216 páginas, Janeiro de 2017, ISBN 978-1401267841[70]
- The Flash Vol. 2: Speed of Darkness coletando The Flash vol. 5 #9–13, 128 páginas, Maio de 2017, ISBN 978-1401268930[71]
- The Flash Vol. 3: Rogues Reloaded coletando The Flash vol. 5 #14–20, 168 páginas, Julho de 2017, ISBN 978-1401271572[72]
- Batman/The Flash: The Button Deluxe Edition coletando The Flash vol. 5 #21–22 e Batman vol. 3 #21–22, 104 páginas, outubro de 2017, ISBN 978-1401276447[73]
- The Flash Vol. 4: Running Scared coletando The Flash vol. 5 #23–27, 136 páginas, novembro de 2017, ISBN 978-1401274627[74]
- The Flash Vol. 5: Negative coletando The Flash vol. 5 #28–32, 128 páginas, março de 2018, ISBN 978-1401277277[75]
- The Flash Vol. 6: Cold Day in Hell coletando The Flash vol. 5 #34–38 e The Flash: Annual #1, 128 páginas, junho de 2018, ISBN 978-1401280789[76]